# Nolgård

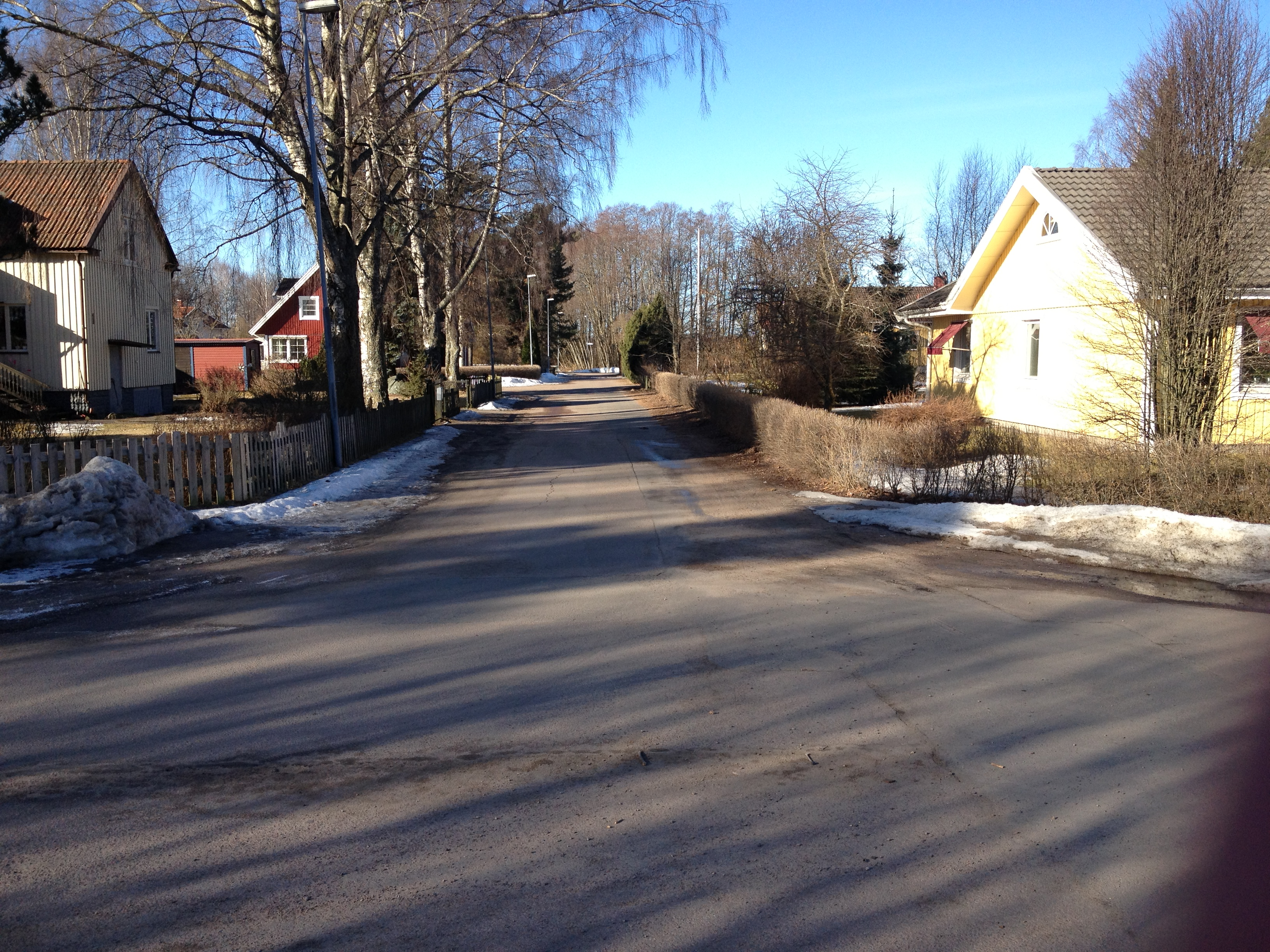
Hus längs Nolgårdsvägen

Nolgård är ett bostadsområde i norra delen av tätorten Skoghall och på norra Hammarön i Värmland. Det ligger längs med länsväg 236 (även kallad Hammaröleden) mot Karlstad. Den västra delen består i huvudsak av bostadsområden samt ett industriområde med flera företag. Den östra domineras av fler företag inklusive en Coop Extra-butik. I de allra nordligaste delarna finns Nolgårdsudden och Nolgårdsholmarna som båda hyser ett antal bostäder.

## Gator på Nolgård
- Bivägen
- Hambovägen
- Kadriljvägen
- Mazurkavägen
- Menuettvägen
- Nolgårdsvägen
- Oxdansvägen
- Polkettvägen
- Silveruddsvägen
- Skraggevägen
- Snoavägen
- Sundvägen
- Tegelbruksvägen
- Valsvägen
- Schottisvägen

## Företag på Nolgård
- ANZO[2]
- Askalon
- Bergqvists Skor[3]
- Bygg & Fritid[4]
- Coop
- Hammarö Glas[5]
- Hammarö Stenforum[6]
- Husvagnspoolen[7]
- Martins Bil[8]
- Right Ears Engineering[9]
- Ställningsservice[10]

## Nolgårds IK
Nolgårds IK är en fotbollsklubb grundad 1992 på bostadsområdet Nolgård i Hammarö Kommun. Eftersom Nolgård saknar fotbollsplaner spelar man sina matcher på Lunnevi på Skoghall.